# Associazione Calcio Padova 1933-1934
Questa pagina raccoglie i dati riguardanti l'Associazione Calcio Padova nelle competizioni ufficiali della stagione 1933-1934.

## Stagione
La squadra conclude con 27 punti al terzultimo posto la stagione di Serie A e retrocede in B.

Alla fine della stagione il presidente Hellmann cede il posto a Giovanni Mazzucato, industriale del legname.

## Rosa
| N. |                   | Ruolo | Calciatore          |
| -- | ----------------- | ----- | ------------------- |
|    | Italia (bandiera) | P     | Gino Ambrosio       |
|    | Italia (bandiera) | P     | Giovanni Cavasin    |
|    | Italia (bandiera) | P     | Aldo Olivieri       |
|    | Italia (bandiera) | D     | Giuseppe Baldo      |
|    | Italia (bandiera) | D     | Giovanni Battistoni |
|    | Italia (bandiera) | D     | Emilio Bergamini    |
|    | Italia (bandiera) | D     | Renzo Bettini       |
|    | Italia (bandiera) | D     | Giuseppe De Marchi  |
|    | Italia (bandiera) | D     | Alfredo Foni        |
|    | Italia (bandiera) | D     | Pio Gorretta        |
|    | Italia (bandiera) | D     | Feliciano Monti     |
|    | Italia (bandiera) | D     | Guido Scanferla     |
|    | Italia (bandiera) | D     | Sisto Tavano        |

| N. |                   | Ruolo | Calciatore         |
| -- | ----------------- | ----- | ------------------ |
|    | Italia (bandiera) | D     | Egidio Zanvettor   |
|    | Italia (bandiera) | A     | Gioacchino Bettini |
|    | Italia (bandiera) | A     | Giovanni Bianchi   |
|    | Italia (bandiera) | A     | Gastone Boni       |
|    | Italia (bandiera) | A     | Antonio Busini     |
|    | Italia (bandiera) | A     | Walter D'Odorico   |
|    | Italia (bandiera) | A     | Bruno Geremia      |
|    | Italia (bandiera) | A     | Mario Maffioli     |
|    | Italia (bandiera) | A     | Giuseppe Muzzioli  |
|    | Italia (bandiera) | A     | Luigi Nardini      |
|    | Italia (bandiera) | A     | Marcello Polesel   |
|    | Italia (bandiera) | A     | Aldo Spivach       |
|    | Italia (bandiera) | A     | Germano Zanca      |

## Risultati

### Serie A

#### Girone di andata
| Arbitro: | Gondola (Fiume) |

|                |           |  |
| Busini III 20’ | Marcatori |  |

| Arbitro: | Caironi (Milano) |

|             |           |            |
| Spivach 16’ | Marcatori | 47’ Busoni |

| Arbitro: | Mastellari (Bologna) |

|                            |           |  |
| Notti 60’, 63’ Borelli 65’ | Marcatori |  |

| Arbitro: | Scorzoni (Bologna) |

|             |           |                    |
| Bettini 42’ | Marcatori | 10’, 59’ Serantoni |

| Arbitro: | Carminati (Milano) |

|                                |           |                         |
| Guarisi 14’, 86’ Montanari 43’ | Marcatori | 33’ Bettini 80’ Spivach |

| Arbitro: | Bartolini (Pisa) |

|                              |           |  |
| D'Odorico 59’ Busini III 86’ | Marcatori |  |

| Arbitro: | Levrero (Genova) |

|                       |           |                            |
| Arcari 17’ Stella 36’ | Marcatori | 28’ Bettini 78’ Busini III |

| Arbitro: | Mazzarini (Roma) |

|                |           |              |
| Busini III 30’ | Marcatori | Casalino 80’ |

| Arbitro: | De Sanctis (Roma) |

|                                     |           |  |
| Maini 8’ Schiavio 29’ Reguzzoni 83’ | Marcatori |  |

| Arbitro: | Mattea (Torino) |

|                            |           |               |
| Spivach 19’, 20’ Monti 75’ | Marcatori | 44’ Sallustro |

| Arbitro: | Brunelli (Bologna) |

|           |           |  |
| Bonzi 77’ | Marcatori |  |

| Arbitro: | Caironi (Milano) |

|                            |           |              |
| Spivach 38’, 79’ Monti 73’ | Marcatori | 50’ Bonesini |

| Arbitro: | Mattea (Torino) |

|                         |           |           |
| Palumbo 6’ Niccolai 10’ | Marcatori | 62’ Monti |

| Arbitro: | U.Gama (Milano) |

|                             |           |  |
| Nehadoma 21’, 64’ Viani 23’ | Marcatori |  |

| Arbitro: | Caironi (Milano) |

|               |           |                           |
| Busini III 5’ | Marcatori | 24’ Sernagiotto 44’ Borel |

| Arbitro: | Barlassina (Novara) |

|         |           |  |
| Sala 7’ | Marcatori |  |

| Arbitro: | Melandri (Genova) |

|             |           |  |
| Spivach 80’ | Marcatori |  |

#### Girone di ritorno
| Arbitro: | U.Gama (Milano) |

|                                     |           |                            |
| Prato 32’, 60’ Libonatti 58’ Bo 74’ | Marcatori | 3’ Bettini II 66’ Muzzioli |

| Arbitro: | Mastellari (Bologna) |

|                               |           |               |
| Dossena 30’, 32’ Magnozzi 66’ | Marcatori | 11’ Bettini I |

| Arbitro: | Sassi (Roma) |

|              |           |  |
| Bettini I 2’ | Marcatori |  |

| Arbitro: | Gonani (Ravenna) |

|             |           |  |
| Demaria 75’ | Marcatori |  |

| Arbitro: | Barlassina (Novara) |

|                        |           |  |
| Spivach 3’ Polesel 76’ | Marcatori |  |

| Casale Monferrato 25 febbraio 1934 23ª giornata | Casale      | 0 – 0 | Padova | Stadio Natale Palli\| Arbitro: \| Fois (Roma) \| |
| Arbitro:                                        | Fois (Roma) |       |        |                                                  |

| Padova 4 marzo 1934 24ª giornata | Padova         | 0 – 0 | Milan | Stadio Silvio Appiani\| Arbitro: \| Dattilo (Roma) \| |
| Arbitro:                         | Dattilo (Roma) |       |       |                                                       |

| Arbitro: | Bertone (Milano) |

|                                                  |           |  |
| Bajardi 40’ Cerutti 47’ Casalino 52’ (rig.), 63’ | Marcatori |  |

| Padova 16 marzo 1934 26ª giornata | Padova                | 0 – 0 | Bologna | Stadio Silvio Appiani\| Arbitro: \| Beretta (Novi Ligure) \| |
| Arbitro:                          | Beretta (Novi Ligure) |       |         |                                                              |

| Arbitro: | Ciamberlini (Genova) |

|                             |           |  |
| Costantino 30’ Scopelli 40’ | Marcatori |  |

| Arbitro: | Rovida (Milano) |

|               |           |                |
| Buscaglia 30’ | Marcatori | 66’ Busini III |

| Arbitro: | Mastellari (Bologna) |

|                         |           |             |
| Bettini I 14’ Baldo 41’ | Marcatori | 8’ Giuliani |

| Arbitro: | Bevilacqua (Viareggio) |

|                                                       |           |          |
| Ferrari 1’, 10’ Borel II 22’ Orsi 44’ Sernagiotto 87’ | Marcatori | 61’ Foni |

| Arbitro: | Gonani (Ravenna) |

|                        |           |          |
| Gruden 32’ Scarone 38’ | Marcatori | 55’ Foni |

| Arbitro: | U.Gama (Milano) |

|               |           |  |
| Foni 25’, 89’ | Marcatori |  |

| Padova 26 aprile 1934 33ª giornata | Padova           | 0 – 0 | Genova 1893 | Stadio Silvio Appiani\| Arbitro: \| Caironi (Milano) \| |
| Arbitro:                           | Caironi (Milano) |       |             |                                                         |

| Padova 29 aprile 1934 34ª giornata | Padova              | 0 – 0 | Fiorentina | Stadio Silvio Appiani\| Arbitro: \| Barlassina (Novara) \| |
| Arbitro:                           | Barlassina (Novara) |       |            |                                                            |

## Statistiche

### Statistiche di squadra
| Competizione | Punti | In casa | In casa | In casa | In casa | In casa | In casa | In trasferta | In trasferta | In trasferta | In trasferta | In trasferta | In trasferta | Totale | Totale | Totale | Totale | Totale | Totale | DR  |
| Competizione | Punti | G       | V       | N       | P       | Gf      | Gs      | G            | V            | N            | P            | Gf           | Gs           | G      | V      | N      | P      | Gf     | Gs     | DR  |
| ------------ | ----- | ------- | ------- | ------- | ------- | ------- | ------- | ------------ | ------------ | ------------ | ------------ | ------------ | ------------ | ------ | ------ | ------ | ------ | ------ | ------ | --- |
| Serie A      | 27    | 17      | 9       | 6       | 2       | 21      | 9       | 17           | 0            | 3            | 14           | 11           | 40           | 34     | 9      | 9      | 16     | 32     | 49     | -17 |

### Statistiche dei giocatori
| Giocatore     | Serie A  | Serie A |
| Giocatore     | Presenze | Reti    |
| ------------- | -------- | ------- |
| G. Ambrosio   | 23       | -31     |
| G. Baldo      | 33       | 1       |
| G. Battistoni | 32       | 0       |
| E. Bergamini  | 32       | 0       |
| G. Bettini I  | 29       | 5       |
| R. Bettini II | 30       | 1       |
| G. Bianchi    | 1        | 0       |
| G. Boni       | 1        | 0       |
| A. Busini III | 31       | 6       |
| G. Cavasin    | 3        | 4       |
| G. De Marchi  | 1        | 0       |
| W. D'Odorico  | 24       | 2       |
| B. Geremia    | 2        | 0       |
| A. Foni       | 32       | 3       |
| P. Gorretta   | 1        | 0       |
| M. Maffioli   | 1        | 0       |
| F. Monti      | 29       | 3       |
| G. Muzzioli   | 3        | 1       |
| L. Nardini    | 1        | 0       |
| M. Polesel    | 7        | 1       |
| A. Olivieri   | 8        | -14     |
| G. Scanferla  | 8        | 0       |
| A. Spivach    | 33       | 9       |
| S. Tavano     | 1        | 0       |
| G. Zanca      | 5        | 0       |
| E. Zanvettor  | 3        | 0       |